# Thérèse
Thérèse è un film del 1986 diretto da Alain Cavalier, vincitore del Premio della giuria al 39º Festival di Cannes.
Il film racconta in maniera abbastanza libera la vita di santa Teresa di Lisieux, morta di tubercolosi in giovane età.

## Riconoscimenti
- 1987 - Premio César
  - Miglior film a Alain Cavalier
  - Migliore regia a Alain Cavalier
  - Migliore promessa femminile a Catherine Mouchet
  - Migliore sceneggiatura a Alain Cavalier e Camille de Casabianca
  - Migliore fotografia a Philippe Rousselot
  - Miglior montaggio a Isabelle Dedieu
  - Candidatura Miglior manifesto a Gilbert Raffin
  - Candidatura Migliore scenografia a Bernard Evein
  - Candidatura Migliori costumi a Yvette Bonnay
  - Candidatura Miglior sonoro a Alain Lachassagne e Dominique Dalmasso
- 1987 - David di Donatello
  - Candidatura Migliore regista straniero a Alain Cavalier
  - Candidatura Miglior produttore straniero a Maurice Bernart
- 1986 - Festival di Cannes
  - Premio della giuria a Alain Cavalier
  - Menzione Speciale a Alain Cavalier
  - Candidatura Palma d'Oro a Alain Cavalier